# 鏡餅

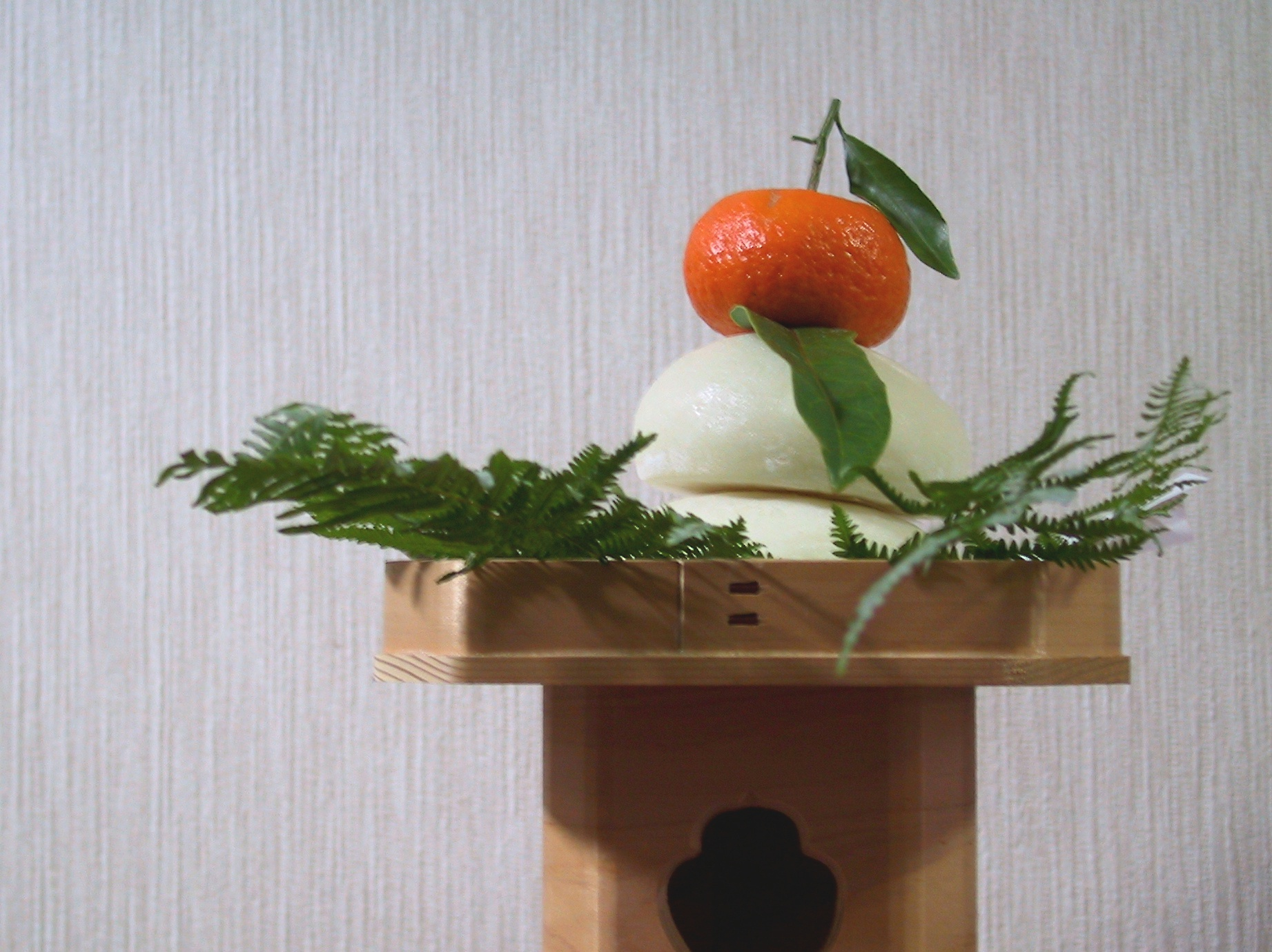
鏡餅圖例

鏡餅（日语：／ Kagami Mochi）是日本過新年時，用以祭祀神明的年糕，是米做的糕餅（麻糬），一般而言，鏡餅為大小兩個圓盤狀之餅相疊而成。鏡餅最早在室町時代時出現，傳統上由各家庭自行製作，而現今的鏡餅則往往是工業化大量生產，於商店出售的。
鏡餅名稱來源並不清楚，有種說法認為「鏡」字意指其形狀與鏡子類似（同時日本神話中的三神器包含八咫鏡），另外圓形也似乎有祈求家庭圓滿之意；而餅用兩塊疊在一起的餅的理由則眾說紛紜，從意指過往之年與來臨之年、人類的心臟、日與月到陰與陽等的說法都有。
鏡餅的上方往往會放上一顆橙。因為橙（ダイダイ）在日語的諧音有「幾個世代（代代）」之意，故用以比喻健康永恆的家庭，世世代代繁榮昌盛。
一般認為在12月28日（明治維新前為農曆十二月廿八）開始供奉鏡餅是最適當的，除了「八」在傳統上是較好的數字外，在之後的日子中，29日的「九」與「苦」同音，日本人認為不吉，而30日是農曆中的最後一日，31日則為新曆的最後一日，若在此時擺的話，會變成「一夜飾」或所謂的「一夜餅」，會讓人覺得欠缺誠意或聯想到葬禮的擺飾，所以一般都在28日開始供奉鏡餅。
另外習俗上會在新年的1月11日（明治維新前為農曆正月十一）進行開鏡餅（日语：鏡開き）（「割り」這個字忌諱使用）的儀式。這儀式最初是在元宵節至正月二十期間進行，後來因為德川家光於四月二十逝世，關東地區就把每月的二十視為忌日，於是把開鏡餅儀式改為正月十一進行現在則在格里曆1月7日至1月11日進行。其他地方則在1月20日進行。京都於1月4日（正月初四）。一般都會以木槌將鏡餅給槌開，並佐汁粉以食。

## 相關創作
- 日本漫畫《幸運☆星》當中主要角色之一的柊鏡，其名字亦來自於鏡餅[1]。

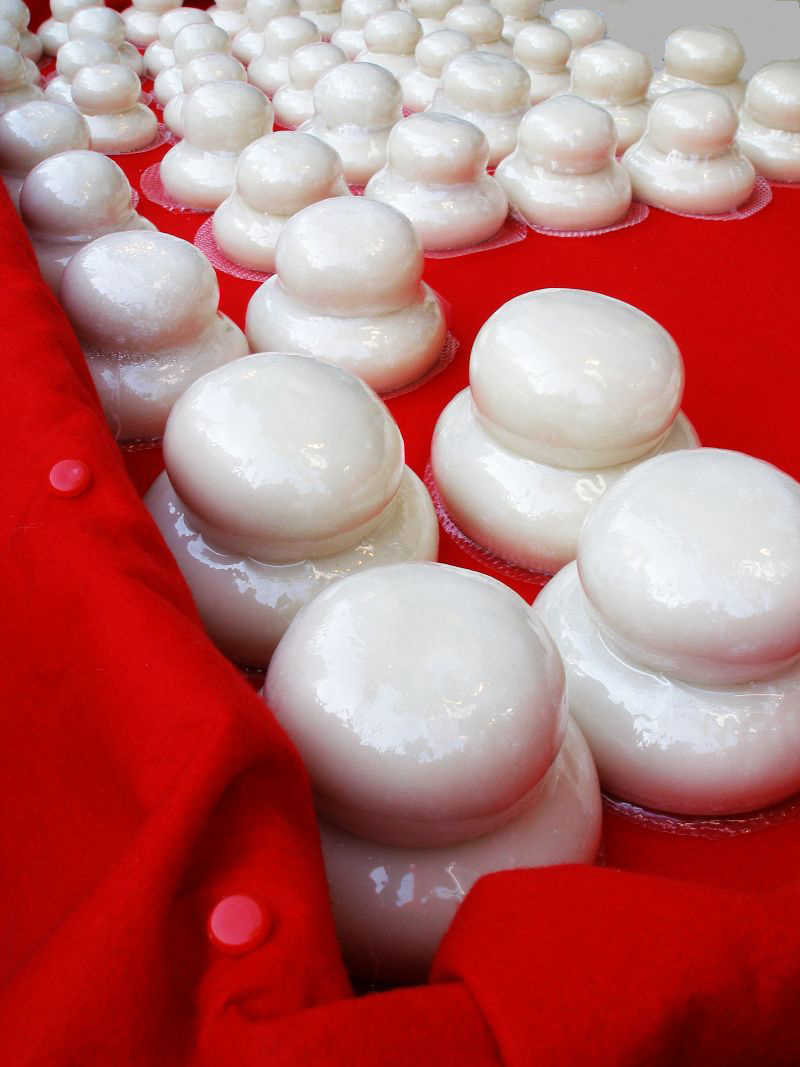
大量生產的鏡餅
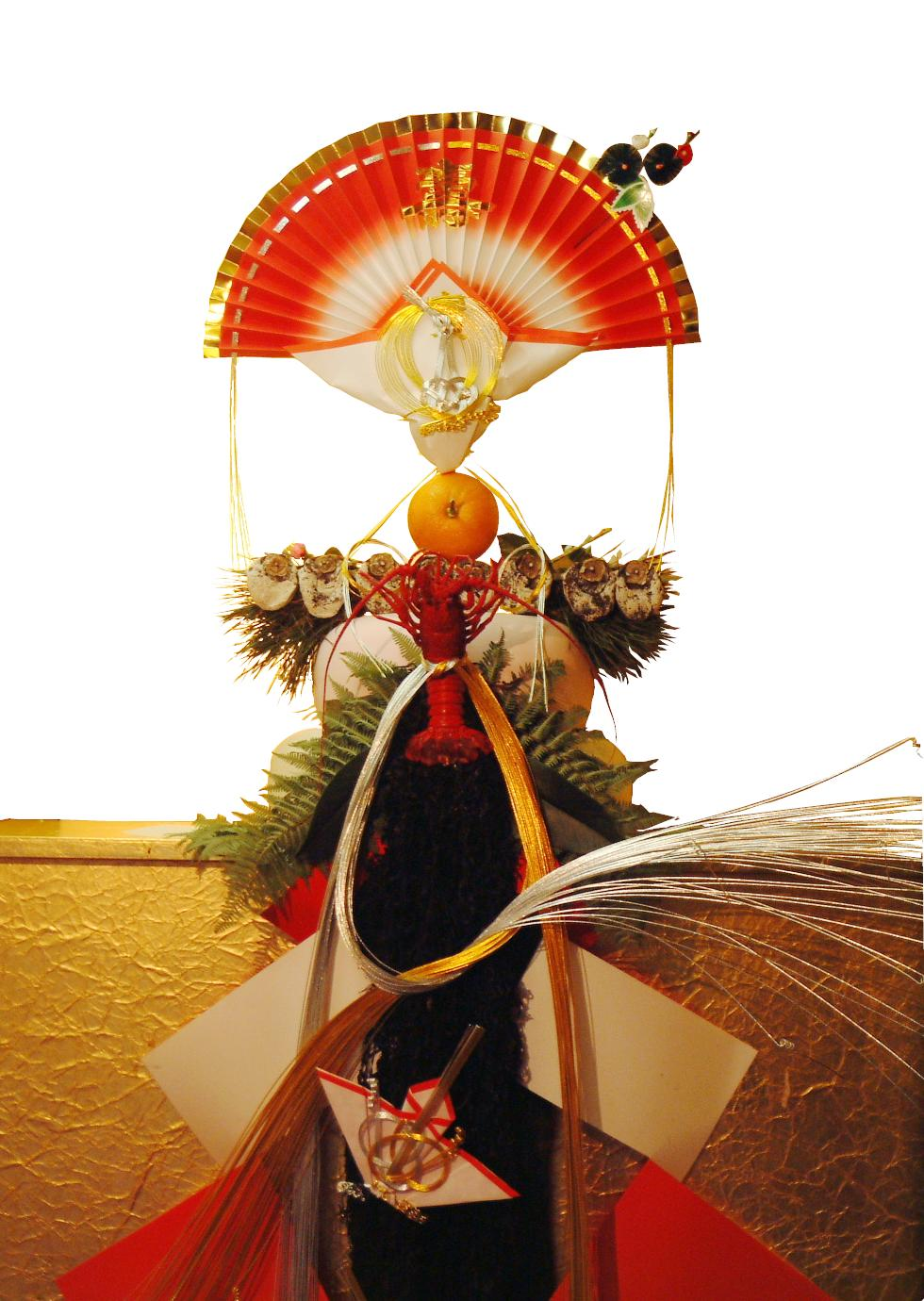
經過裝飾的鏡餅

## 腳註
1. ↑  《幸運☆星》單行本第二集